# Глисон, Генри Аллан (старший)
Ге́нри А́ллан Гли́зон (Глисон) (англ. Henry Allan Gleason, 1882—1975) — американский ботаник, геоботаник, эколог.
Более всего известен своим подтверждением индивидуалистской концепции экологической сукцессии — последовательной смены во времени одних видов растительности другими на каком-либо участке земной поверхности (англ. integrity of the association concept, 1926).
Критик концепции дискретности растительности. Представления Глизона, наряду с представлениями Л. Г. Раменского, составили основу современной парадигмы о континуальности растительного покрова.
Отец Генри Алана Глизона (Глизона-младшего, 1917—2007), американского лингвиста.

## Научный путь
Учился в Иллинойсском университете, стажировался и получил степень доктора в Колумбийском университете (1906).
Преподавал в Иллинойсском и Мичиганском университетах.
В 1918—1950 годах — сотрудник Нью-Йоркского ботанического сада в Бронксе, в 1936—1938 годах — его директор.
В 1920-х годах занимался, в основном, проблемами экологии; начиная с 1930-х годов переключился на таксономию и стал очень значительным лицом в этом отделе ботаники, сотрудничал с Артуром Кронквистом.

## Печатные труды
- англ. Gleason, Henry A. Some Unsolved Problems of the Prairies. Bulletin of the Torrey Botanical Club. 1909, 36(5): 265-271
- англ. Gleason, Henry A. An Isolated Prairie Grove and Its Phytogeographical Significance. // Botanical Gazette. 1912, 53(1): 38-49
- англ. Gleason, Henry A. and Frank C. Gates. A Comparison of the Rates of Evaporation in Certain Associations in Central Illinois. // Botanical Gazette. 1912, 53(6): 478-491
- англ. Gleason, Henry Allan. Studies on the West Indian Vernonicae, New York, 1913
- англ. Gleason, Henry A. The Structure and Development of the Plant Association. // Bulletin of the Torrey Botanical Club. 1917, 43: 463-481
- англ. Gleason Henry A. On the Relation between Species and Area // Ecology. 1922. 3(2): 158-162
- англ. Gleason, Henry A. The Vegetational History of the Middle West. //Annals of the Association of American Geographers. 1922, 12: 39-85
- англ. Gleason Henry A. Species and Area // Ecology. 1925. 6(1): 66-74
- англ. Gleason Henry A. The individualistic Concept of the Plant Association // Bulletin of the Torrey Botanical Club. 1926. 53: 7-26
- англ. Gleason, Henry A. Further Views on the Succession-Concept. // Ecology. 1927, 8(3): 299-326
- англ. Gleason, Henry A.. Is Sunusia an Association? // Ecology. 1936, 17(3): 444-451
- англ. Gleason H.A. The Individualistic Concept of the Plant Association // American Midland Naturalist. 1939. 21(1): 92-110
- англ. Gleason, Henry A. Delving into the History of American Ecology. // Bulletin of the Ecological Society of America. 1975. 56(4): 7-10